# Прибрежненский аграрный колледж
Прибрежненский аграрный колледж (укр. Прибрежненський аграрний коледж) — учебное заведение аграрного профиля в селе Прибрежное (до 1948 года — Кара-Тобе) Сакского района Крыма.

## История

Училища в начале XX века

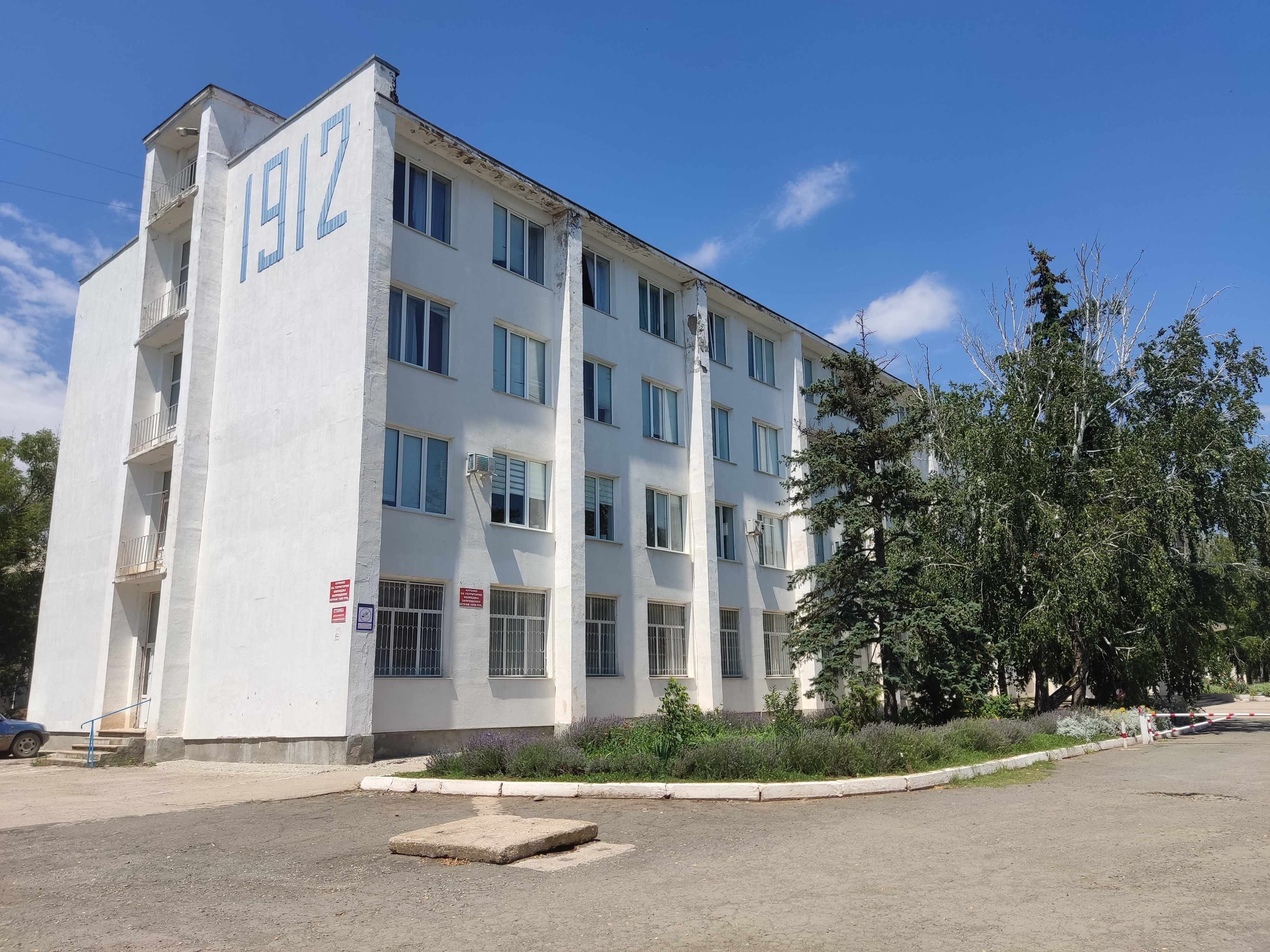
Главный корпус колледжа

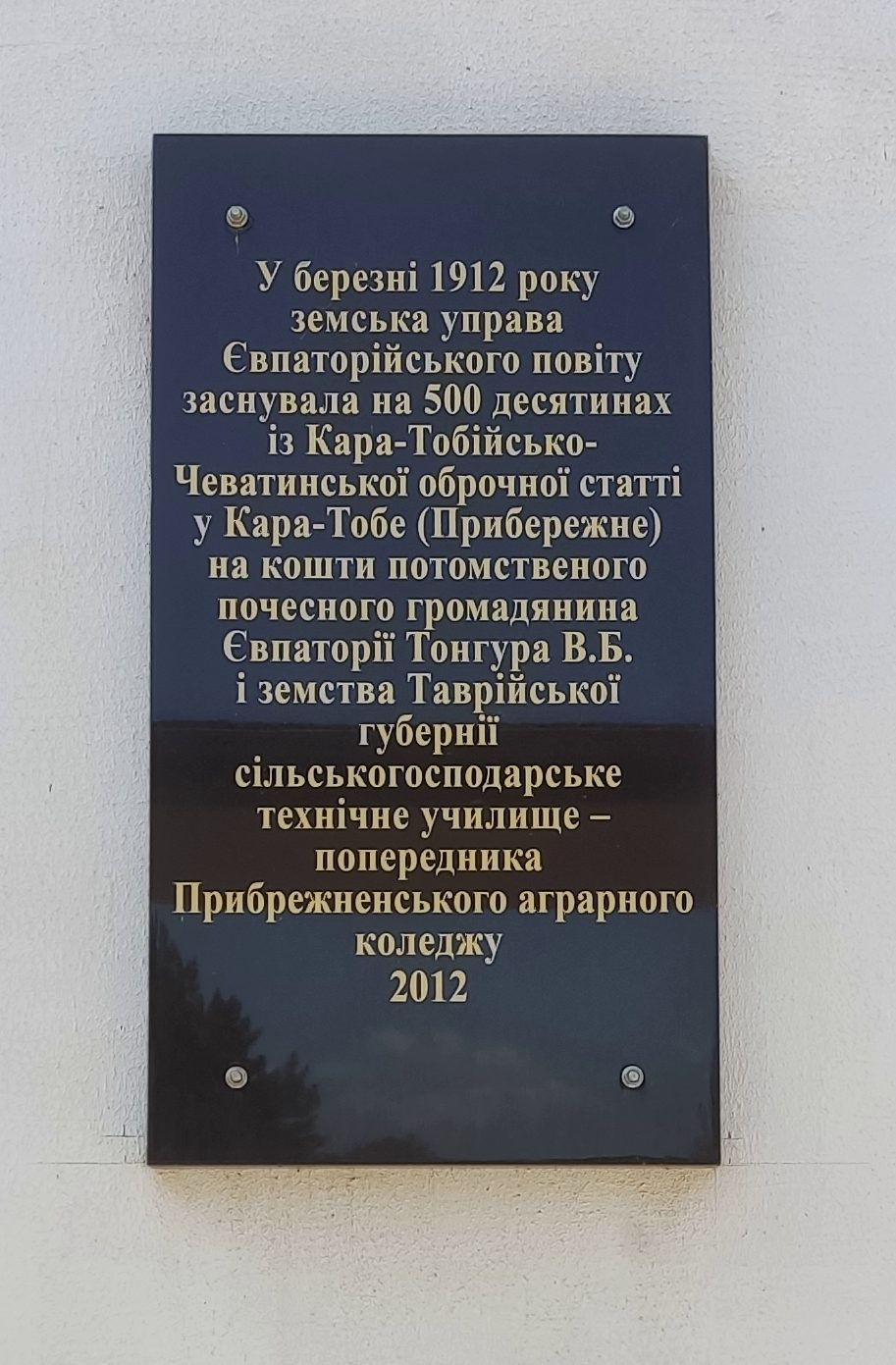
Памятная доска на здании колледжа

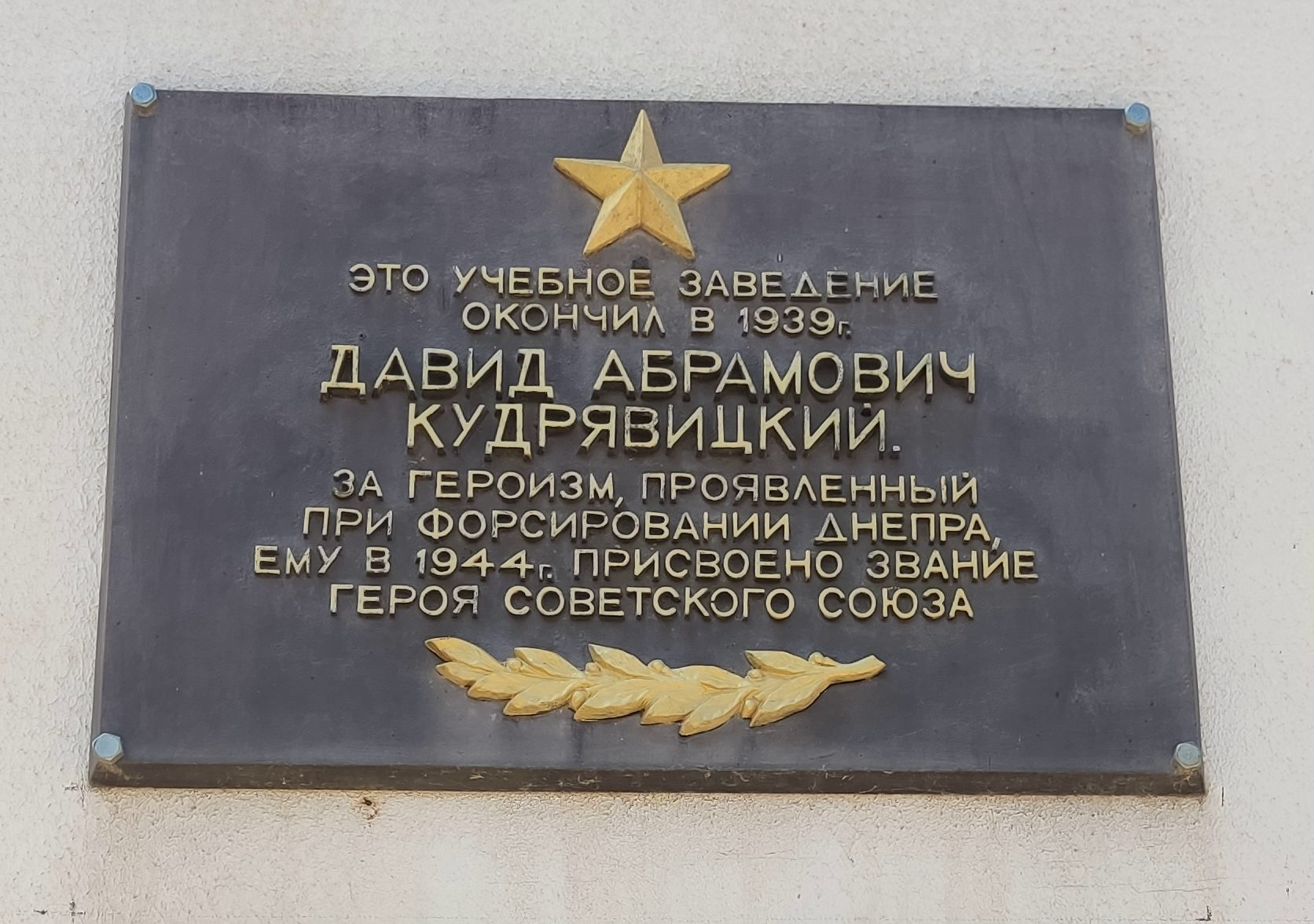
Памятная доска в честь выпускника Давида Кудрявицкого

Училище было построено в 1912 году в селе Кара-Тобе (с 1948 года — Прибрежное) Сакской волости Евпаторийского уезда. Содержалось училище на средства государства, частные пожертвования и проценты от капитала В. Тонгура.
Основатель — житель Евпатории Вениамин Бабакаевич Тонгур (1831—1893). Он родился и всю жизнь прожил в Евпатории, впоследствии потомственный почётный гражданин. Будучи сыном бедных родителей, он создал ряд крупных соляных промыслов, сельских хозяйств и к концу жизни был одним из самых богатых хозяев среди караимов в Крыму (состояние его составляло 2 млн рублей).
43 тыс. из них он завещал на основание училища. На постройку училища департаментом земледелия было отведено 500 десятин земли в районе посёлка Кара-Тобе. В момент основания училище состояло из трёх классов основных и четвёртого дополнительного, готовившего младший агрономический персонал. В первый основной класс принималась молодёжь, окончившая двуклассное сельское училище, но так как таких училищ близ Евпатории было мало, первые четыре года открывался дополнительный подготовительный класс. Из Департамента земледелия были выделены средства на обзаведение хозяйством, при училище была устроена молочная ферма. В программу училища входили предметы общеобразовательные и специальные по агрономии и животноводству. Обучение было бесплатным, число учащихся составляло 80 человек.
К 1915 году была завершена постройка главного корпуса училища. В годы Первой мировой и Гражданской войны учебный процесс был остановлен. В 1921 году на базе училища была создана Сельскохозяйственная профессионально-техническая школа, где обучались не имеющие семилетнего образования. В 1932 году путём слияния с Джанкойским зоотехникумом был создан Кара-Тобинский зоотехникум. После освобождения Крыма от нацистов в 1944 году студентами зоотехникума стали 90 человек. В 1956 году в Прибрежное был переведён Чеботарский сельскохозяйственный техникум.
В 1957 году учебное заведение получило название новое название — Прибрежненский сельскохозяйственный техникум. В 1964 году на базе техникума и совхоза «Владимирский» был создан Прибрежненский совхоз-техникум, где была открыта крымская областная школа повышения квалификации сельскохозяйственных кадров. В 1969 году было завершено строительства нового учебного корпуса. В 1975 году Крымская областная школа повышения квалификации сельскохозяйственных кадров была реорганизована в Крымскую областную школу сельского хозяйства. В 1979 году техникум был награждён переходящим Красным знаменем Министерства сельского хозяйства Украинской ССР.
Организатором строительства современного учебного городка для техникума стал Александр Николаевич Гончаренко — директор техникума в течение более двадцати лет.
В 1997 году совхоз-техникум был разделён на совхоз «Прибрежный» и Прибрежненский техникум, который вошёл в структуру Крымского государственного аграрного университета (с 2003 года — агротехнологического). В 2004 году техникум был реорганизован в Прибрежненский аграрный колледж в составе Национального аграрного университета (с 2008 года — Национальный университет биоресурсов и природопользования).
После аннексии Крыма Россией колледж в 2014 году вошёл в состав Крымского федерального университета имени В. И. Вернадского.

Галерея
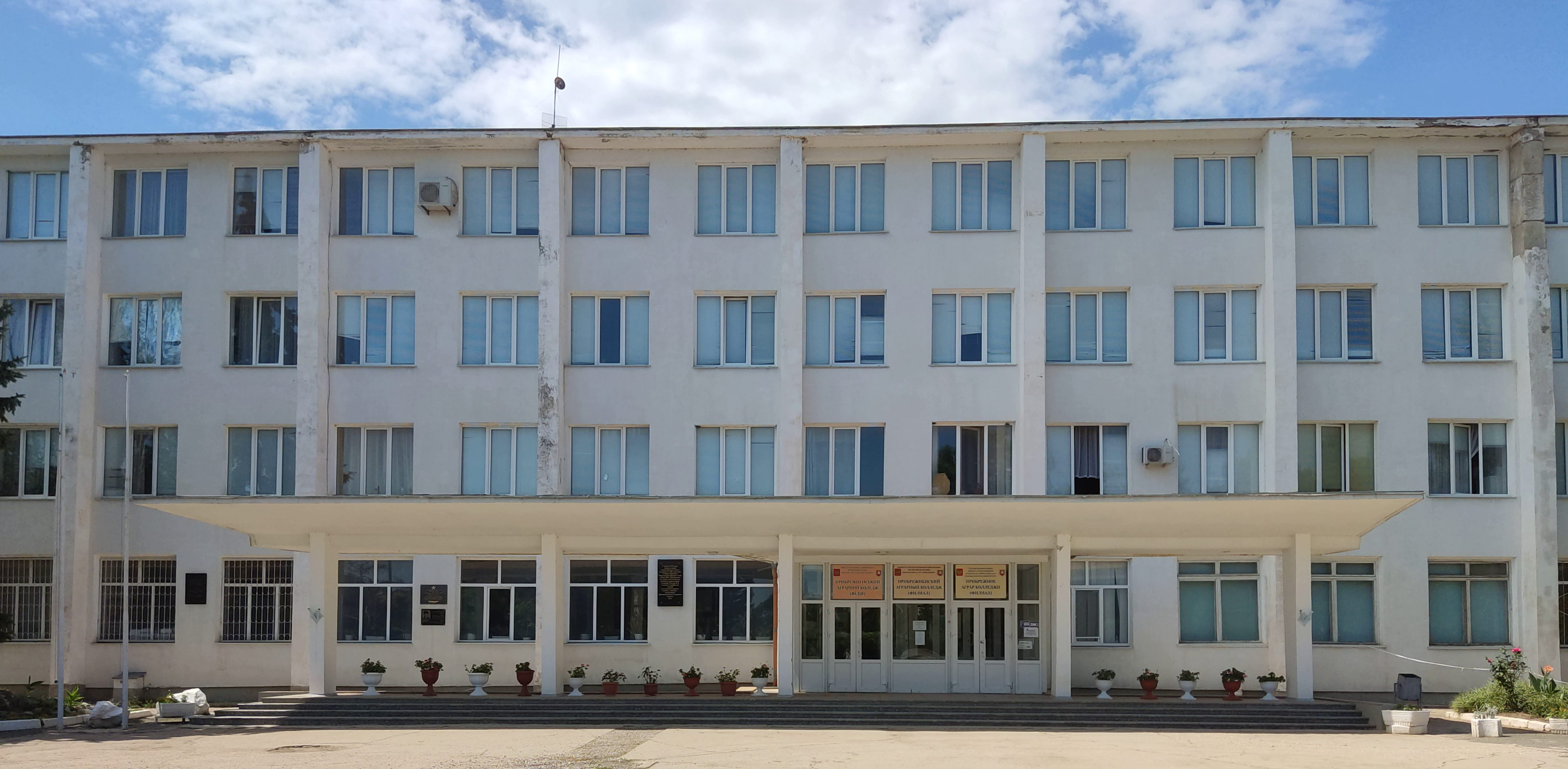
Центральный вход
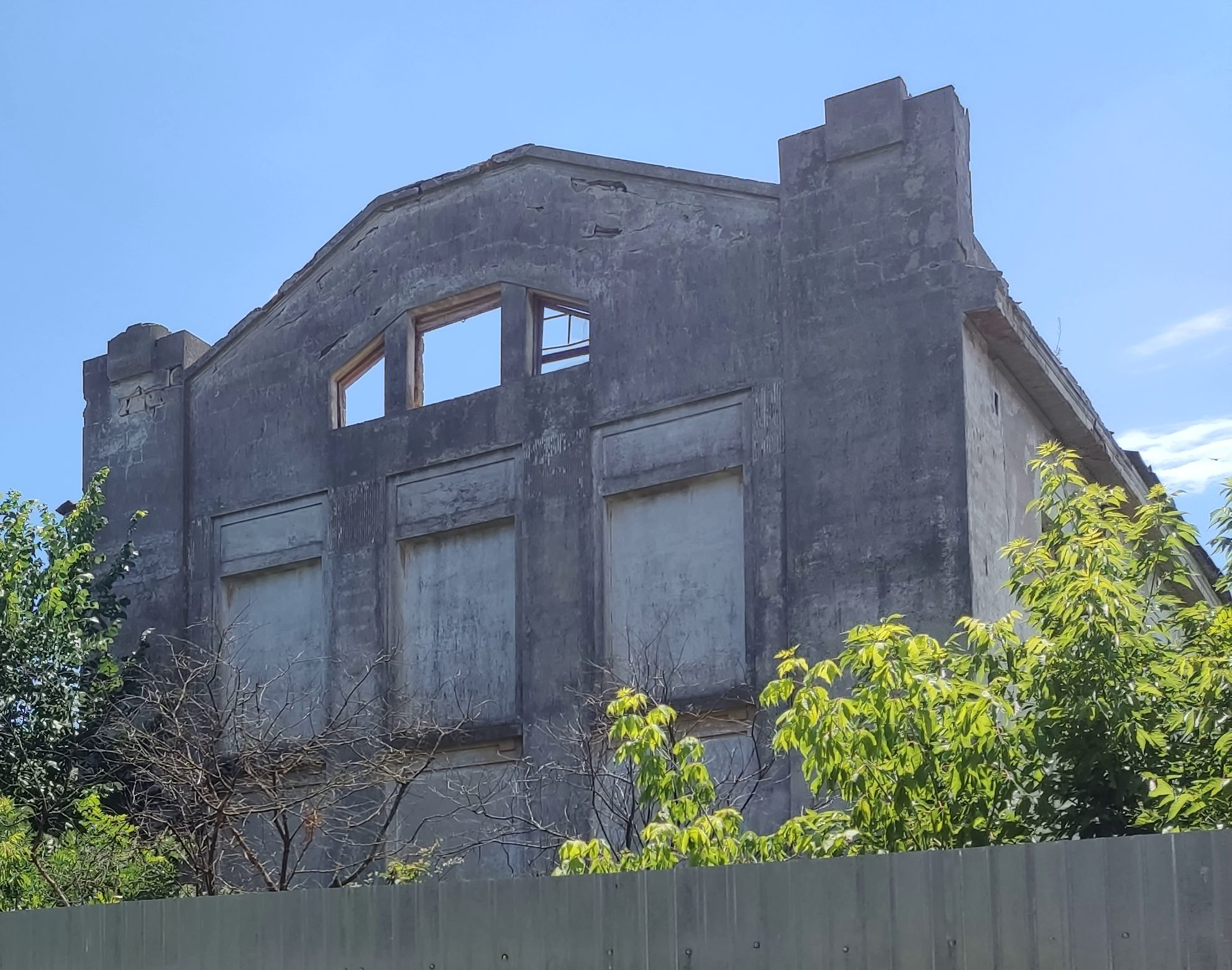
Старое здание колледжа
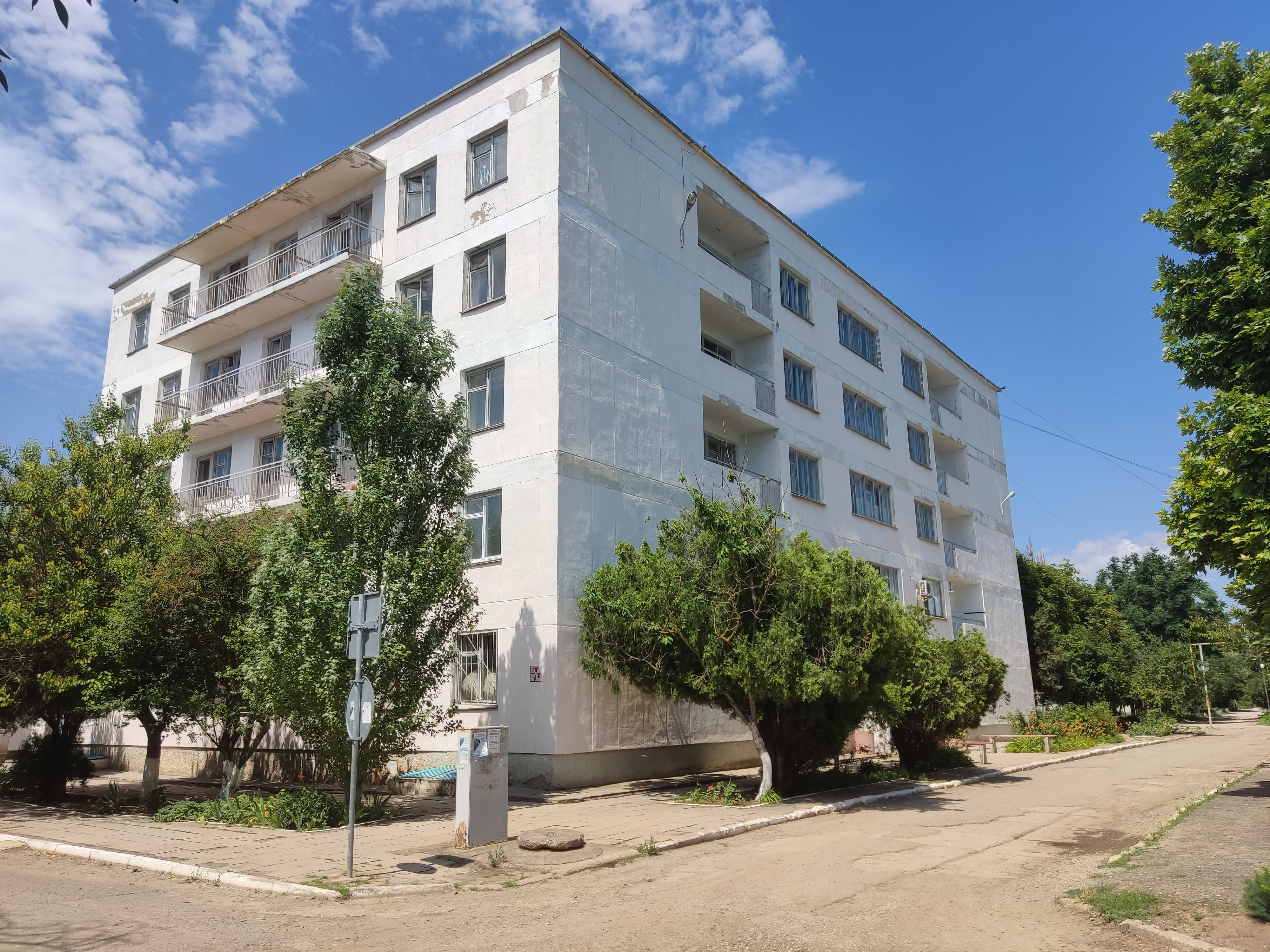
Общежитие
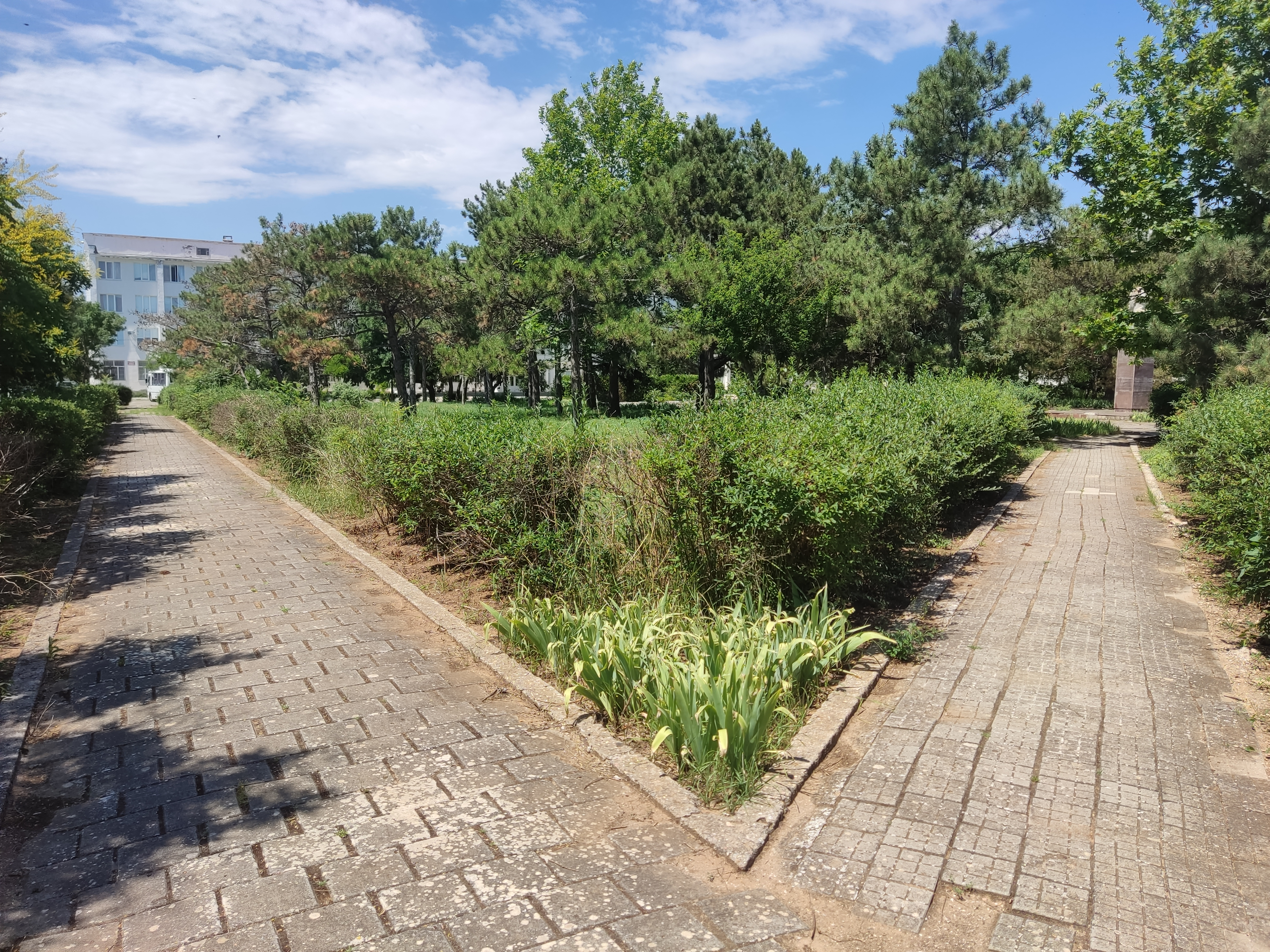
Парк
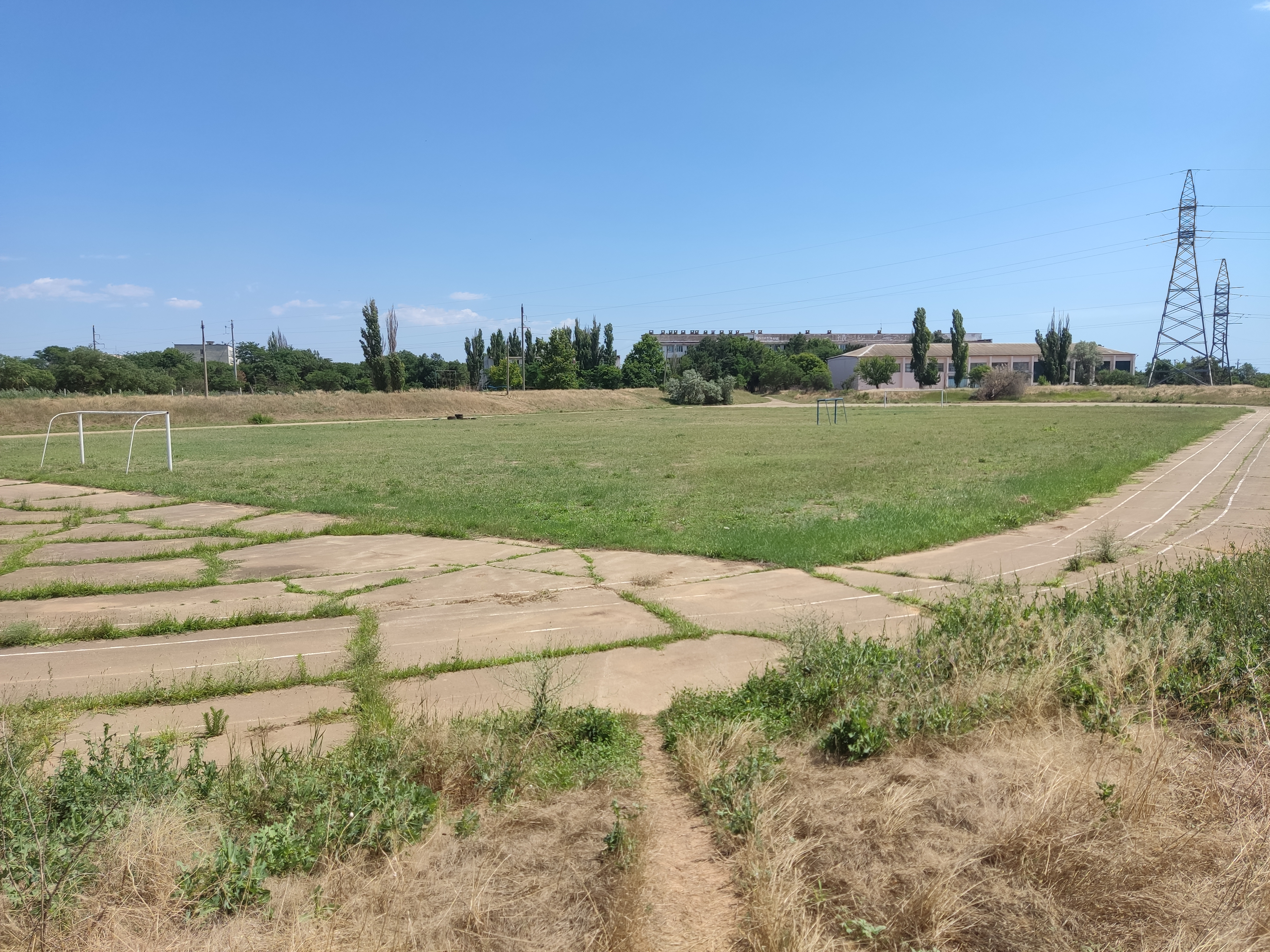
Стадион колледжа
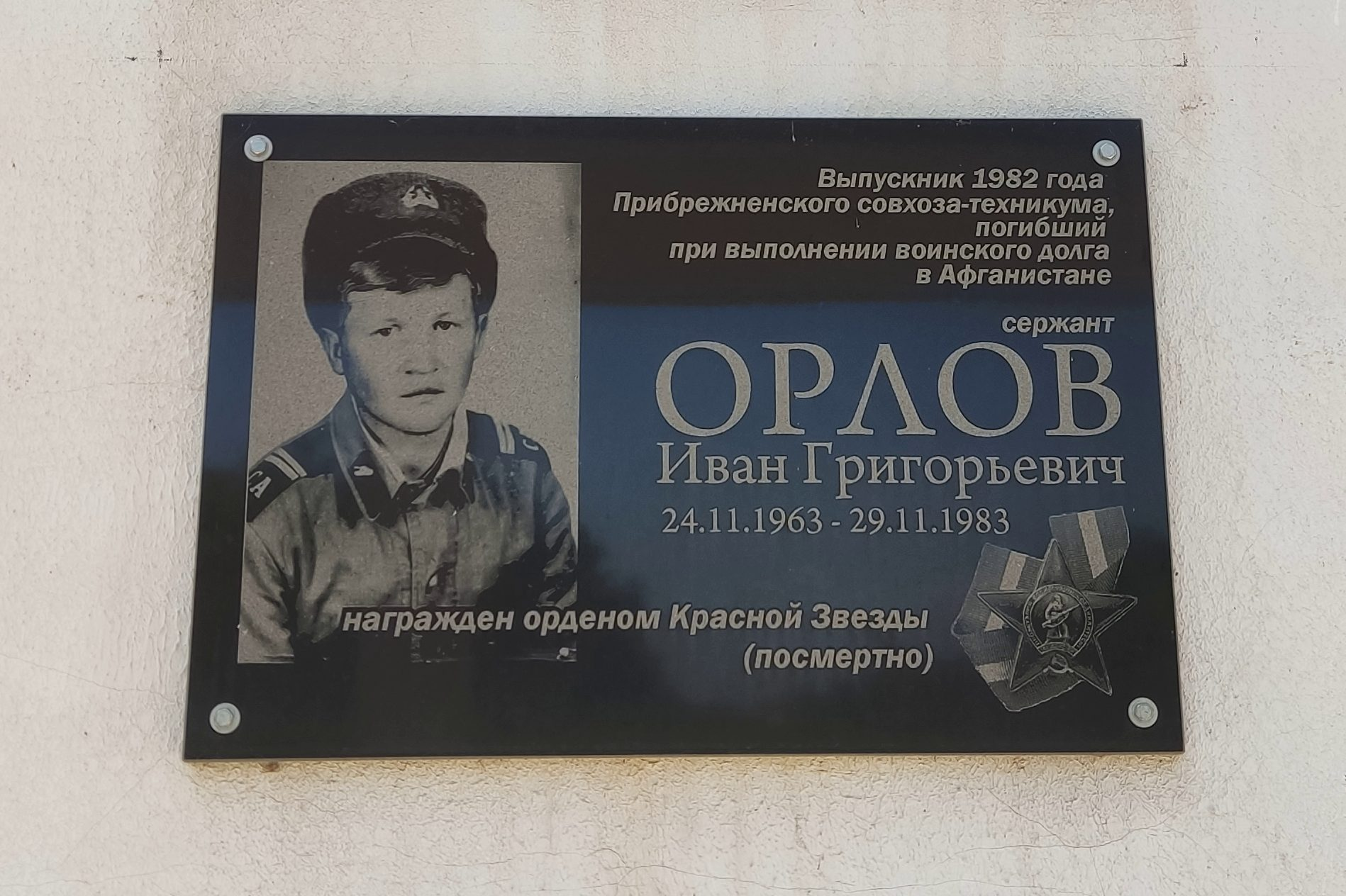
Памятная доска в честь выпускника Ивана Орлова

## Названия

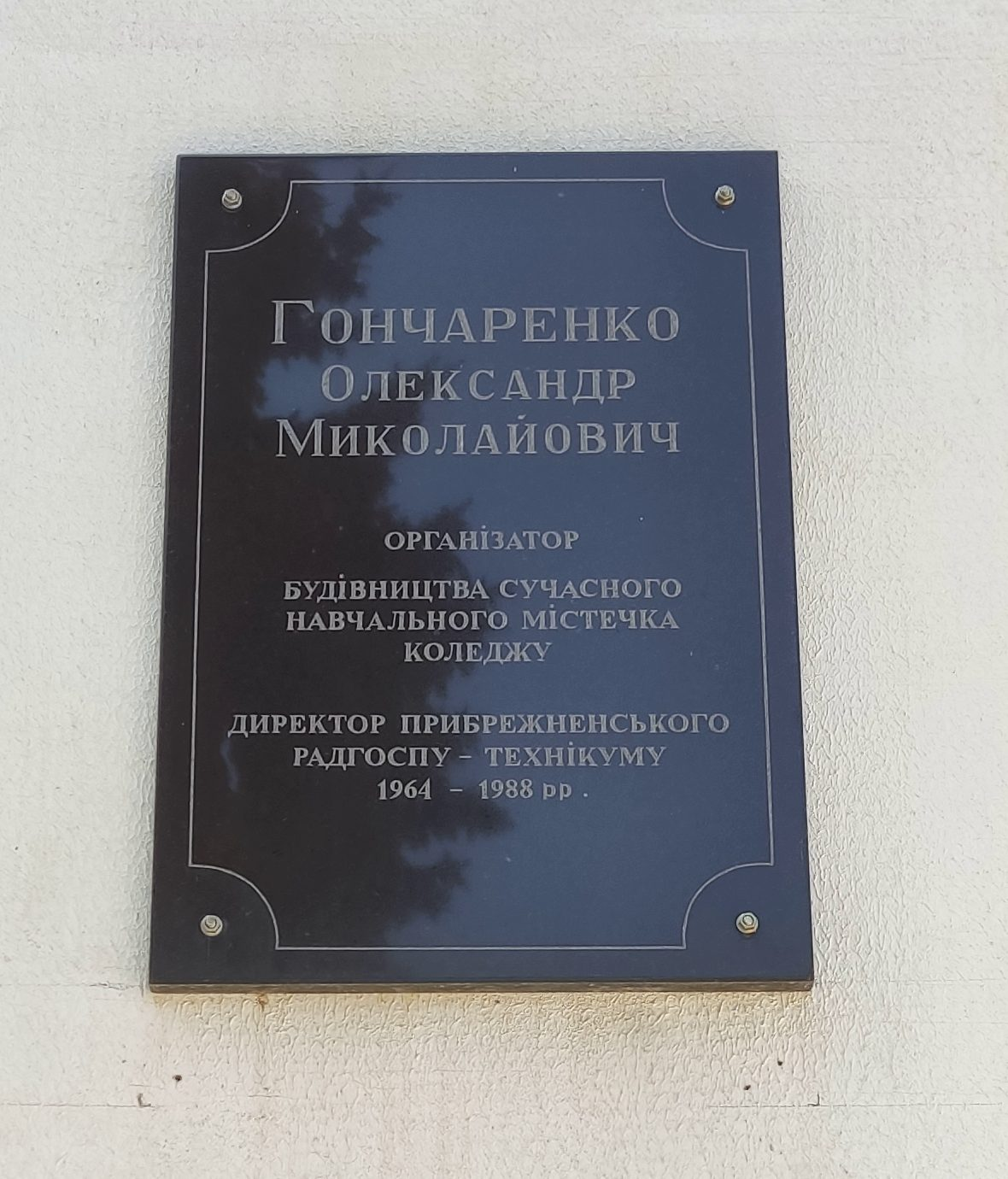
Мемориальная доска Александру Гончаренко

- 1912 — Сельскохозяйственное училище имени Вениамина и Сарры Тонгур
- 1921 — Сельскохозяйственная профессионально-техническая школа
- 1932 — Кара-Тобинский зоотехнический техникум
- 1957 — Прибрежненский сельскохозяйственный техникум
- 1964 — Прибрежненский совхоз-техникум
- 1997 — Прибрежненский техникум
- 2004 — Прибрежненский аграрный колледж

## Руководство
- Гончаренко Александр Николаевич (1962—1988)[4]
- Скляр Степан Иванович (2000—2014)[4]
- Рогозенко Анатолий Владимирович (с 2015 года)[5]